# IBM LPFK

IBM LPFK 6094-020

IBM LPFK (англ. Lighted Program Function Keyboard — световая клавиатура программируемых функций) — устройство ввода информации, разработанное IBM. Представляет собой набор кнопок со вмонтированными световыми индикаторами. Каждая кнопка связана с определённой функцией текущего приложения, поддерживающего устройство. Световая индикация предназначена для сообщения пользователю об активности той или иной функции в настоящий момент (поскольку устройство чаще всего используется на серверах без мониторов). Как правило, функциональность кнопок программируема. Индикаторы на клавиатуре можно включать как физически, так и программно.
LPFK подключается к специальному либо к параллельному порту.